# 報知新聞社

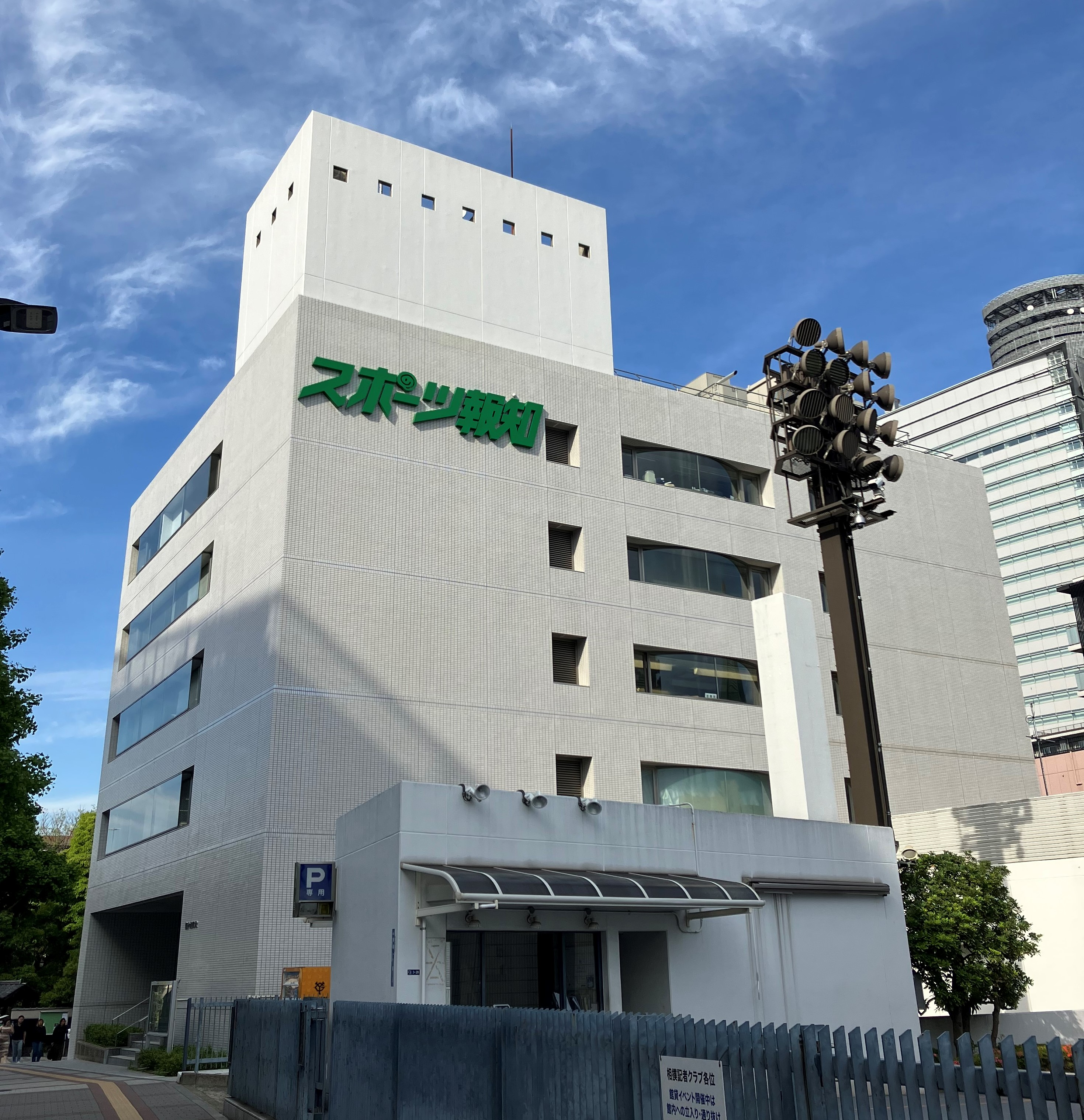
位在東京橫網的報知新聞社東京本社。

報知新聞社股份有限公司（日语：株式会社報知新聞社）是一家總部設於東京都墨田區的日本報社，是讀賣新聞集團下屬的報社之一（但只是由讀賣新聞集團本社持股，卻不屬於本社直屬子公司）。報知新聞社主要的出版品為體育、娛樂新聞報《體育報知》（スポーツ報知），除此之外該公司也有其他體育與娛樂相關的雜誌等出版品。

## 歷史
報知新聞社的歷史最早可以回溯至大正時代的1872年6月10日時，由當時的政治家前島密與小西義敬等人所創刊發行的《郵便報知新聞》，並在隔年的1873年時成立發行公司報知社。該刊物在1894年時改名為《報知新聞》，而報社則是在1932年時配合主要出版品而變更為報知新聞社，並一直沿用至今。
1949年時，報知新聞社被讀賣新聞收購，配合方針的改變《報知新聞》也由一般的綜合新聞報紙改風格為體育專門報，但一直到1990年時才針對這點將刊物名稱改名為《體育報知》。

## 主要出版品
除了主要發行的《體育報知》外，報知新聞社尚有數本定期的雜誌出版品與一些不定期出版的周邊刊物。
- 《體育報知》（スポーツ報知）
- 《月刊巨人（日语：月刊ジャイアンツ）》：讀賣集團旗下的職業棒球球隊讀賣巨人的專門情報雜誌。
- 《報知高校野球（日语：報知高校野球）》：一本以日本高中棒球為報導主題的雙月刊。

## 外部連結
- 體育報知 （页面存档备份，存于）（日語）